# 1039 (عدد)
1039 هو عدد صحيح، يلي العدد 1038 وويسبق العدد 1040.

## في الرياضيات

### خصائص
- عدد طبيعي.[3]
- عدد فردي.[4][5]
- عدد موجب،[6] السالب منه هو -1039.[7]

## في التاريخ
- 1039 هـ هي سنة في التقويم الهجري.
- هي سنة 1039 م في التقويم الميلادي.

## وصلات خارجية
الأعداد الصاتمة، ديوان اللغة العربية.